# Малиново (област Ловеч)
 За другото българско село вижте Малиново (Област Габрово).  
Малѝново е село в Северна България. То се намира в община Ловеч, област Ловеч.

## География
Село Малиново се намира в планински район. Старото му име е Острец (Турски Острец) сменено с указ номер 562 от 6 април 1971 г. Намиращо се на 18 километра югоизточно от гр. Ловеч то е част от Ловешка община. Землището му е с площ 41178 дка. Граничи със селата Стефаново, Дъбрава, Прелом, Малки Вършец, Петко Славейков, Ряховците.
Релефът е ридово-хълмист с най-висок връх в района – „Кръста“ 803 метра.

## История
В землището около днешното село са открити следи от поселищен живот още от римския период. Останки от крепост има над яз. Крапец. По местни предания селището е възникнало под крепостта в местността Юртлука. Има запазен на места и римски път, който е свързвал Ловеч с Търново. В близост до тях има три пътеуказателни могили. През 1974 г. при селскостопански работи е открит глинен съд с 2826 бронзови монети от Никополис ад Иструм, Марцианополис, Дионисополис, Одесос, Адрианополис, Филипополис, Августа Траяна и др.сечени от римски императори през втори и трети век.
По време на османската империя Малиново е едно от най-големите села в района с многобройно християнско население. С името Остиридж (Острец) поселището е отбелязано в османо-турския регистър на Никополския санджак от 1479 година с 18 християнски домакинства. Според войнушкия регистър от 1548 година селото дава голям брой войнуци и ямаци. При налагането на исляма в началото на седемнадесети век повечето от жителите му, бягайки от поробителите се разселват, като една част се премества на днешното му място, друга забягва чак в Дедеагачко, а трета поставя началото на махала Острец (днешен квартал на гр. Априлци). Доказателство за това намираме в османо-турския документ от 1658, в който се споменават двете селища с името Острец. В кааза Лофча – Остеридж и кебир (Малиново) и Кючук Остеридж (Малък Острец в днешното Априлци). В следващите векове на владичеството селото запазва войнушкия си статут. Отбелязано е в регистър на войнуци от първата половина на Осемнадесети век. Впоследствие вероятно част от населението е ислямизирано, като в навечерието на Руско-Турската война 1877 – 1878 година в селото има 200 християнски семейства и 80 мюсюлмански. В подготовката на Априлското въстание 1876 година се включва и даскал Спас, но е заловен, пребит и умира от раните си. При настъплението на руските войски в хода на войната повечето мюсюлмани напускат селото и бягат с турската войска. На тяхно място се заселват жители от Българене и Белиш. За първи кмет е избран Камбур Кольо Гайдар. Във войните 1885 г., 1912 – 1913 г., 1915 – 1918 г. загиват 56 души от селото.

## Население
Численост и дял на етническите групи според преброяването на населението през 2011 г.:
|                     | Численост | Дял (в %) |
| Общо                | 715       | 100,00    |
| Българи             | 243       | 33. 98    |
| Турци               | 443       | 61,95     |
| Цигани              | 7         | 0,97      |
| Други               | 0         | 0,00      |
| Не се самоопределят | 0         | 0,00      |
| Неотговорили        | 21        | 2,93      |

## Религии
В мир и разбирателство сега тук живеят българи, турци, помаци и цигани. Днес село Малиново е пример за преодоляване на етническите различия сред населението. В СОУ „Васил Левски“ учат около 45 деца от различни етнически групи.

## Културни и природни забележителности
Най-новият паметник на територията на община Ловеч е открит на 11 май в село Малиново Лентата бе прерязана лично от президента.
“Решението за издигането на мемориала бе взето през 2003 година на сесия на Общинския съвет в Ловеч. Голяма част от средствата за построяване на мемориала са дарение от населението и от фирми. 3000 лева са предоставени от Съюза на ветераните и още 1300 лева – от военноинвалидите, припомни кметът на селото Хасан Караалиев.
Язовир „Крапец“ (известен и като язовир „Малиново“) е едно от най-привлекателните места за риболов и пикник сред природата в Ловешка област. Намира се на 20 км от Севлиево, на около 17 от Ловеч и е в близост до село Малиново. До него се достига след отбивка от главния път София – Варна в посока с. Прелом. Оттук асфалтов път извежда до водите на водоема. От средата на 2010 г. в язовира се изгражда и оборудва садкова инсталация за интензивно отглеждане на риба. Това става с безвъзмездна финансова помощ по мярка „Производствени инвестиции в аквакултурата“ от ос 2 на Оперативната програма за развитие на сектор „Рибарство“. Договорът е подписан от Изпълнителна агенция по рибарство и аквакултури. Изграждането е с продължителност от 17 месеца, а общата сума, отпусната на фирмата „Ер де ес къмпани“ – София, е малко над 650 хил. лв. Проектът предвижда изграждането на 24 плаващи мрежени клетки (садки) с обща площ 2,5 дка. Те ще бъдат монтирани на две понтонни пътеки, които ще правят връзка с бреговата ивица. Годишният капацитет на фермата за аквакултури трябва да е от 200 до 250 тона риба. Инвеститорът предвижда в нея да се отглеждат шаран и европейски сом. Към началото на 2021г. проектът все още не е стартирал.
Обичайният лов и риболов в района на язовира е ограничен от арендаторите. „Крапец“ не е със свободен достъп, а по време на забраната (с изключение на малък участък край язовирната стена) е разрешен за риболов.
Язовирът е популярен с разнообразието си от риба. Водите му са обитавани от каракуда, бяла риба, уклей, червеноперка, царици, костур, пъстърва, амур, таранка, шаран, сом и щука. Даже тук на няколко пъти са хващани щуки с впечатляващи размери.
Околността е подходяща за пикници и излети с палатки, защото има спокойни и тихи полянки, и закътани местенца. Ако сте запалени гъбари-фенове големи, някои вече посетили го твърдят, че в гората около язовира се срещат манатарки, булки [още познати и като затьове], печурки.